# 兵庫県道384号平荘大久保線
兵庫県道384号平荘大久保線（ひょうごけんどう384ごう へいそうおおくぼせん）は、兵庫県加古川市から明石市に至る一般県道である。

## 概要
加古川市平荘町里から明石市大久保町大窪に至る。

### 路線データ
- 起点：加古川市平荘町里（里下新田交差点、兵庫県道79号高砂加古川加西線交点）
- 終点：明石市大久保町大窪（大窪北交差点、兵庫県道148号大久保稲美加古川線交点）
- 総延長：10.727 km

## 路線状況

### バイパス
- 神野バイパス

### 重複区間
- 兵庫県道381号野谷平岡線（加古郡稲美町中村・中村交差点 - 加古郡稲美町森安・森安交差点）

### 道路施設

#### 橋梁
- 池尻橋（加古川、加古川市）
- 稲美大橋（天満大池、加古郡稲美町）

## 地理

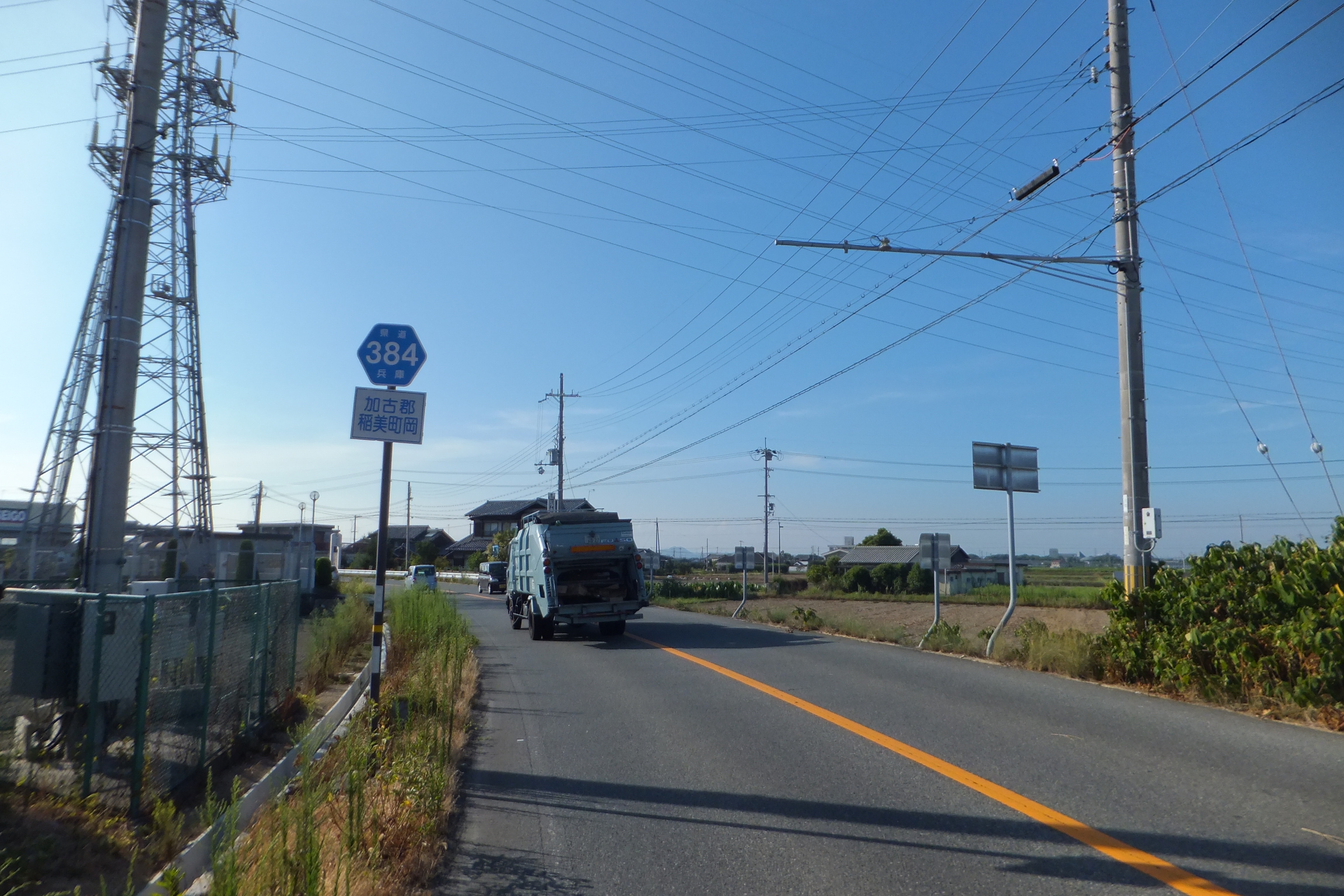
本道の標識
加古郡稲美町岡で撮影

### 通過する自治体
- 加古川市
- 加古郡稲美町
- 神戸市（西区）
- 明石市

### 交差する道路
| 交差する道路                              | 市町村名 | 市町村名 | 交差する場所 | 交差する場所          |
| ----------------------------------------- | -------- | -------- | ------------ | --------------------- |
| 兵庫県道79号高砂加古川加西線              | 加古川市 | 加古川市 | 平荘町里     | 里下新田交差点 / 起点 |
| 兵庫県道18号加古川小野線                  | 加古川市 | 加古川市 | 新神野1丁目  | 池尻橋東詰交差点      |
| 兵庫県道383号八幡別府線                   | 加古川市 | 加古川市 | 神野町石守   | 石守北交差点          |
| 兵庫県道18号加古川小野線 / 東播磨南北道路 | 加古川市 | 加古川市 | 神野町福留   | [ 注釈 1 ]            |
| 兵庫県道148号大久保稲美加古川線           | 加古郡   | 稲美町   | 中一色       | 中一色交差点          |
| 兵庫県道381号野谷平岡線 重複区間起点      | 加古郡   | 稲美町   | 中村         | 中村交差点            |
| 兵庫県道381号野谷平岡線 重複区間終点      | 加古郡   | 稲美町   | 森安         | 森安交差点            |
| 兵庫県道84号宗佐土山線                    | 加古郡   | 稲美町   | 岡           | 天満大池交差点        |
| 兵庫県道514号志染土山線                   | 加古郡   | 稲美町   | 岡           | 岡交差点              |
| 兵庫県道379号岩岡魚住線                   | 神戸市   | 西区     | 竜が岡2丁目  | 北場交差点            |
| 兵庫県道148号大久保稲美加古川線           | 明石市   | 明石市   | 大久保町大窪 | 大窪北交差点 / 終点   |

### 交差する鉄道
- 加古川線

### 沿線
- 加古川
- 加古川市立神野小学校
- 兵庫県立加古川医療センター
- 兵庫県立東播磨高等学校
- 天満大池公園
- 明石市立高丘西小学校